# Schaefer-Inseln
Die Schaefer-Inseln sind eine kleine Inselgruppe vor der Walgreen-Küste des westantarktischen Ellsworthland. Die Inseln liegen unmittelbar nordwestlich der Canisteo-Halbinsel und 3 km südwestlich der Lindsey-Inseln.
Luftaufnahmen der US-amerikanischen Operation Highjump (1946–1947) dienten ihrer Kartierung. Das Advisory Committee on Antarctic Names benannte sie 1970 nach William A. Schaefer, Geologe bei der Erkundung des Ellsworthlands.